# こども教育テレビWii
『こども教育テレビWii』（こどもきょういくテレビウィー）は、2009年4月28日・8月25日にホームメディアからWiiウェアとして発売された教育ソフトウェアのシリーズ。

## 概要
『あいうえ・おーちゃん』（リトルスタジオインク）のキャラクターを用いた幼児向け教育ソフトウェア。いずれもニンテンドーWi-Fiコネクション 有料サービスによる追加コンテンツが配信されている。2作とも購入していると、おまけゲームが追加される。

## シリーズ
- こども教育テレビWii あいうえ・おーちゃん

- こども教育テレビWii アイウエ・オームズ
おーちゃんそっくりの探偵シャーベット・オームズが主人公。

## キャスト
- おーちゃん - 雨蘭咲木子
- ぶんちゃん、ミーノ - 高乃麗
- ノワール - 堀内賢雄